# Danh sách vận động viên quần vợt nữ số một WTA
Dưới đây là danh sách vận động viên quần vợt nữ số một WTA. Danh sách bao gồm các nội dung đơn và đôi nữ. Kể từ khi Hiệp hội quần vợt nữ (WTA) bắt đầu lập ra bảng xếp hạng vào ngày 3 tháng 11 năm 1975, đã có 26 tay vợt đứng đầu thế giới ở nội dung đơn và 41 tay vợt đứng đầu thế giới ở nội dung đôi.

## Đôi nữ

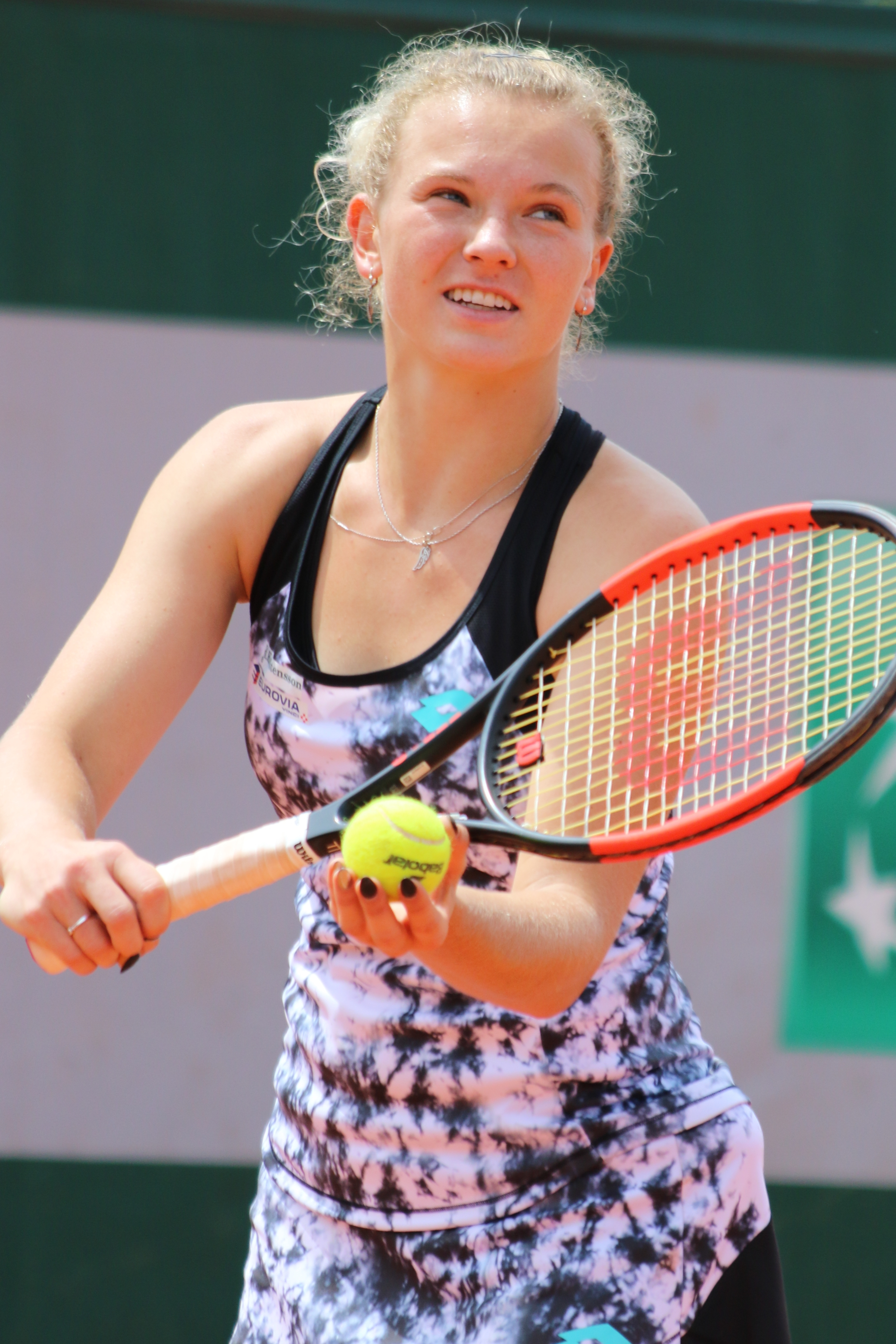
Kateřina Siniaková, vận động viên quần vợt đôi nữ số một hiện tại

## Các tay vợt nữ hạng nhất thế giới

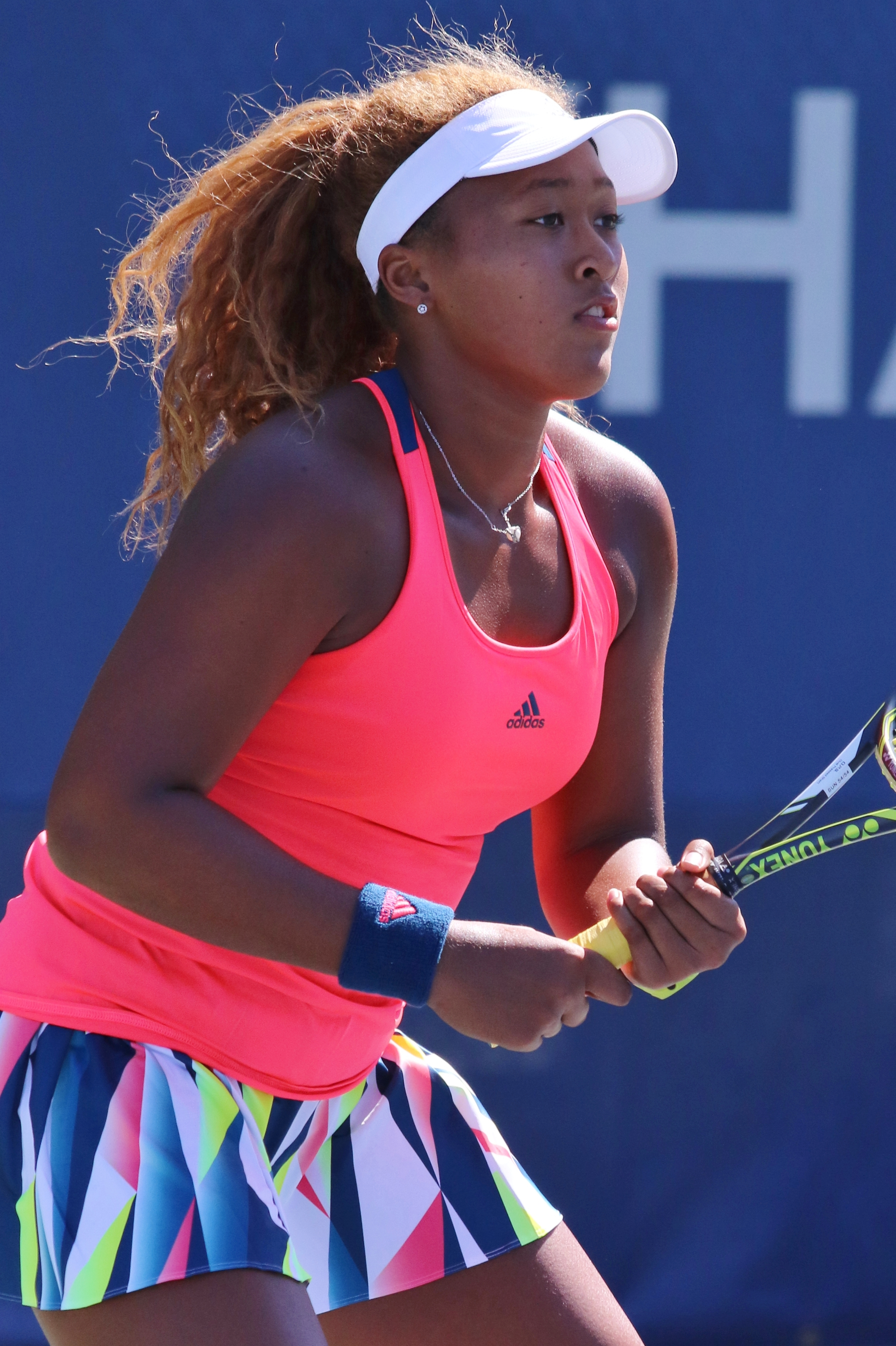
Naomi Osaka, vận động viên quần vợt đơn nữ số một hiện tại

| Quốc gia                                   | Tên                         | Ngày bắt đầu         | Ngày kết thúc        | Số tuần    | Tổng số tuần |
| ------------------------------------------ | --------------------------- | -------------------- | -------------------- | ---------- | ------------ |
| Hoa Kỳ                                     | Chris Evert (1)             | 3 tháng 10 năm 1974  | 25 tháng 4 năm 1975  | 26         | 26           |
| Úc                                         | Evonne Goolagong Cawley (2) | 26 tháng 4 năm 1976  | 9 tháng 5 năm 1976   | 2          | 2            |
| Hoa Kỳ                                     | Chris Evert                 | 10 tháng 5 năm 1976  | 9 tháng 7 năm 1978   | 112        | 138          |
| Tiệp Khắc                                  | Martina Navratilova (3)     | 10 tháng 7 năm 1978  | 13 tháng 1 năm 1979  | 27         | 27           |
| Hoa Kỳ                                     | Chris Evert                 | 14 tháng 1 năm 1979  | 27 tháng 1 năm 1979  | 2          | 140          |
| Tiệp Khắc                                  | Martina Navratilova         | 28 tháng 1 năm 1979  | 24 tháng 2 năm 1979  | 4          | 31           |
| Hoa Kỳ                                     | Chris Evert                 | 25 tháng 2 năm 1979  | 15 tháng 4 năm 1979  | 7          | 147          |
| Tiệp Khắc                                  | Martina Navratilova         | 16 tháng 4 năm 1979  | 24 tháng 6 năm 1979  | 10         | 41           |
| Hoa Kỳ                                     | Chris Evert                 | 25 tháng 6 năm 1979  | 9 tháng 9 năm 1979   | 11         | 158          |
| Tiệp Khắc                                  | Martina Navratilova         | 10 tháng 9 năm 1979  | 6 tháng 4 năm 1980   | 30         | 71           |
| Hoa Kỳ                                     | Tracy Austin (4)            | 7 tháng 4 năm 1980   | 20 tháng 4 năm 1980  | 2          | 2            |
| Tiệp Khắc                                  | Martina Navratilova         | 21 tháng 4 năm 1980  | 30 tháng 6 năm 1980  | 10         | 81           |
| Hoa Kỳ                                     | Tracy Austin                | 1 tháng 7 năm 1980   | 17 tháng 11 năm 1980 | 20         | 22           |
| Hoa Kỳ                                     | Chris Evert                 | 18 tháng 11 năm 1980 | 2 tháng 5 năm 1982   | 76         | 234          |
| Hoa Kỳ                                     | Martina Navratilova         | 3 tháng 5 năm 1982   | 16 tháng 5 năm 1982  | 2          | 83           |
| Hoa Kỳ                                     | Chris Evert                 | 17 tháng 5 năm 1982  | 13 tháng 6 năm 1982  | 4          | 238          |
| Hoa Kỳ                                     | Martina Navratilova         | 14 tháng 6 năm 1982  | 9 tháng 6 năm 1985   | 156        | 239          |
| Hoa Kỳ                                     | Chris Evert                 | 10 tháng 6 năm 1985  | 13 tháng 10 năm 1985 | 18         | 256          |
| Hoa Kỳ                                     | Martina Navratilova         | 14 tháng 10 năm 1985 | 27 tháng 10 năm 1985 | 2          | 241          |
| Hoa Kỳ                                     | Chris Evert                 | 28 tháng 10 năm 1985 | 24 tháng 11 năm 1985 | 4          | 260          |
| Hoa Kỳ                                     | Martina Navratilova         | 25 tháng 11 năm 1985 | 16 tháng 8 năm 1987  | 90         | 331          |
| Đức                                        | Steffi Graf (5)             | 17 tháng 8 năm 1987  | 10 tháng 3 năm 1991  | 186 kỷ lục | 186          |
| Cộng hòa Liên bang Xã hội chủ nghĩa Nam Tư | Monica Seles (6)            | 11 tháng 3 năm 1991  | 4 tháng 8 năm 1991   | 21         | 21           |
| Đức                                        | Steffi Graf                 | 5 tháng 8 năm 1991   | 11 tháng 8 năm 1991  | 1          | 187          |
| Cộng hòa Liên bang Xã hội chủ nghĩa Nam Tư | Monica Seles                | 12 tháng 8 năm 1991  | 18 tháng 8 năm 1991  | 1          | 22           |
| Đức                                        | Steffi Graf                 | 19 tháng 8 năm 1991  | 8 tháng 9 năm 1991   | 3          | 190          |
|                                            | Monica Seles                | 9 tháng 9 năm 1991   | 6 tháng 6 năm 1993   | 91         | 113          |
| Đức                                        | Steffi Graf                 | 7 tháng 6 năm 1993   | 5 tháng 2 năm 1995   | 87         | 277          |
| Tây Ban Nha                                | Arantxa Sanchez Vicario (7) | 6 tháng 2 năm 1995   | 19 tháng 2 năm 1995  | 2          | 2            |
| Đức                                        | Steffi Graf                 | 20 tháng 2 năm 1995  | 26 tháng 2 năm 1995  | 1          | 278          |
| Tây Ban Nha                                | Arantxa Sanchez Vicario     | 27 tháng 2 năm 1995  | 9 tháng 4 năm 1995   | 6          | 8            |
| Đức                                        | Steffi Graf                 | 10 tháng 4 năm 1995  | 14 tháng 5 năm 1995  | 5          | 283          |
| Tây Ban Nha                                | Arantxa Sanchez Vicario     | 15 tháng 5 năm 1995  | 11 tháng 6 năm 1995  | 4          | 12           |
| Đức                                        | Steffi Graf                 | 12 tháng 6 năm 1995  | 14 tháng 8 năm 1995  | 9          | 292          |
| Đức · Hoa Kỳ                               | Steffi Graf & Monica Seles  | 15 tháng 8 năm 1995  | 3 tháng 11 năm 1996  | 64         | 356 & 177    |
| Đức                                        | Steffi Graf                 | 4 tháng 11 năm 1996  | 17 tháng 11 năm 1996 | 2          | 358          |
| Đức · Hoa Kỳ                               | Steffi Graf & Monica Seles  | 18 tháng 11 năm 1996 | 24 tháng 11 năm 1996 | 1          | 359 & 178    |
| Đức                                        | Steffi Graf                 | 25 tháng 11 năm 1996 | 30 tháng 3, 1997     | 18         | 377 kỷ lục   |
| Thụy Sĩ                                    | Martina Hingis (8)          | 31 tháng 3 năm 1997  | 11 tháng 10 năm 1998 | 80         | 80           |
| Hoa Kỳ                                     | Lindsay Davenport (9)       | 12 tháng 10 năm 1998 | 7 tháng 2 năm 1999   | 17         | 17           |
| Thụy Sĩ                                    | Martina Hingis              | 8 tháng 2 năm 1999   | 4 tháng 7 năm 1999   | 21         | 101          |
| Hoa Kỳ                                     | Lindsay Davenport           | 5 tháng 7 năm 1999   | 8 tháng 8 năm 1999   | 5          | 22           |
| Thụy Sĩ                                    | Martina Hingis              | 9 tháng 8 năm 1999   | 2 tháng 4 năm 2000   | 34         | 135          |
| Hoa Kỳ                                     | Lindsay Davenport           | 3 tháng 4 năm 2000   | 7 tháng 5 năm 2000   | 5          | 27           |
| Thụy Sĩ                                    | Martina Hingis              | 8 tháng 5 năm 2000   | 14 tháng 5 năm 2000  | 1          | 136          |
| Hoa Kỳ                                     | Lindsay Davenport           | 15 tháng 5 năm 2000  | 21 tháng 5 năm 2000  | 1          | 28           |
| Thụy Sĩ                                    | Martina Hingis              | 22 tháng 5 năm 2000  | 14 tháng 10 năm 2001 | 73         | 209          |
| Hoa Kỳ                                     | Jennifer Capriati (10)      | 15 tháng 10 năm 2001 | 4 tháng 11 năm 2001  | 3          | 3            |
| Hoa Kỳ                                     | Lindsay Davenport           | 5 tháng 11 năm 2001  | 13 tháng 1 năm 2002  | 10         | 38           |
| Hoa Kỳ                                     | Jennifer Capriati           | 14 tháng 1 năm 2002  | 24 tháng 2 năm 2002  | 6          | 9            |
| Hoa Kỳ                                     | Venus Williams (11)         | 25 tháng 2 năm 2002  | 17 tháng 3 năm 2002  | 3          | 3            |
| Hoa Kỳ                                     | Jennifer Capriati           | 18 tháng 3 năm 2002  | 21 tháng 4 năm 2002  | 5          | 14           |
| Hoa Kỳ                                     | Venus Williams              | 22 tháng 4 năm 2002  | 19 tháng 5 năm 2002  | 4          | 7            |
| Hoa Kỳ                                     | Jennifer Capriati           | 20 tháng 5 năm 2002  | 9 tháng 6 năm 2002   | 3          | 17           |
| Hoa Kỳ                                     | Venus Williams              | 10 tháng 6 năm 2002  | 7 tháng 7 năm 2002   | 4          | 11           |
| Hoa Kỳ                                     | Serena Williams (12)        | 8 tháng 7 năm 2002   | 10 tháng 8 năm 2003  | 57         | 57           |
| Bỉ                                         | Kim Clijsters (13)          | 11 tháng 8 năm 2003  | 19 tháng 10 năm 2003 | 10         | 10           |
| Bỉ                                         | Justine Henin (14)          | 20 tháng 10 năm 2003 | 26 tháng 10 năm 2003 | 1          | 1            |
| Bỉ                                         | Kim Clijsters               | 27 tháng 10 năm 2003 | 9 tháng 11 năm 2003  | 2          | 12           |
| Bỉ                                         | Justine Henin               | 10 tháng 11 năm 2003 | 12 tháng 9 năm 2004  | 44         | 45           |
| Pháp                                       | Amélie Mauresmo (15)        | 13 tháng 9 năm 2004  | 17 tháng 10 năm 2004 | 5          | 5            |
| Hoa Kỳ                                     | Lindsay Davenport           | 18 tháng 10 năm 2004 | 21 tháng 8 năm 2005  | 44         | 82           |
| Nga                                        | Maria Sharapova (16)        | 22 tháng 8 năm 2005  | 29 tháng 8 năm 2005  | 1          | 1            |
| Hoa Kỳ                                     | Lindsay Davenport           | 29 tháng 8 năm 2005  | 11 tháng 9 năm 2005  | 2          | 84           |
| Nga                                        | Maria Sharapova             | 12 tháng 9 năm 2005  | 23 tháng 10 năm 2005 | 6          | 7            |
| Hoa Kỳ                                     | Lindsay Davenport           | 24 tháng 10 năm 2005 | 29 tháng 1 năm 2006  | 14         | 98           |
| Bỉ                                         | Kim Clijsters               | 30 tháng 1 năm 2006  | 19 tháng 3 năm 2006  | 7          | 19           |
| Pháp                                       | Amélie Mauresmo             | 20 tháng 3 năm 2006  | 12 tháng 11 năm 2006 | 34         | 39           |
| Bỉ                                         | Justine Henin               | 13 tháng 11 năm 2006 | 28 tháng 1 năm 2007  | 11         | 56           |
| Nga                                        | Maria Sharapova             | 29 tháng 1 năm 2007  | 18 tháng 3 năm 2007  | 7          | 14           |
| Bỉ                                         | Justine Henin               | 19 tháng 3 năm 2007  | 18 tháng 5, 2008     | 61         | 117          |
| RUS                                        | Maria Sharapova (4)         | 19 tháng 5 năm 2008  | 8 tháng 6 năm 2008   | 3          | 17           |
| SRB                                        | Ana Ivanovic (1)            | 9 tháng 6 năm 2008   | 10 tháng 8 năm 2008  | 9          | 9            |
| SRB                                        | Jelena Janković (1)         | 11 tháng 8 năm 2008  | 17 tháng 8 năm 2008  | 1          | 1            |
| SRB                                        | Ana Ivanovic (2)            | 18 tháng 8 năm 2008  | 7 tháng 9 năm 2008   | 3          | 12           |
| USA                                        | Serena Williams (2)         | 8 tháng 9 năm 2008   | 5 tháng 10 năm 2008  | 4          | 61           |
| SRB                                        | Jelena Janković (2)         | 6 tháng 10 năm 2008  | 1 tháng 2 năm 2009   | 17         | 18           |
| USA                                        | Serena Williams (3)         | 2 tháng 2 năm 2009   | 19 tháng 4 năm 2009  | 11         | 72           |
| RUS                                        | Dinara Safina (1)           | 20 tháng 4 năm 2009  | 11 tháng 10 năm 2009 | 25         | 25           |
| USA                                        | Serena Williams (4)         | 12 tháng 10 năm 2009 | 25 tháng 10 năm 2009 | 2          | 74           |
| RUS                                        | Dinara Safina (2)           | 26 tháng 10 năm 2009 | 1 tháng 11 năm 2009  | 1          | 26           |
| USA                                        | Serena Williams (5)         | 2 tháng 11 năm 2009  | 10 tháng 10 năm 2010 | 49         | 123          |
| DEN                                        | Caroline Wozniacki (1)      | 11 tháng 10 năm 2010 | 13 tháng 2 năm 2011  | 18         | 18           |
| BEL                                        | Kim Clijsters (4)           | 14 tháng 2 năm 2011  | 20 tháng 2 năm 2011  | 1          | 20           |
| DEN                                        | Caroline Wozniacki (2)      | 21 tháng 2 năm 2011  | 29 tháng 1 năm 2012  | 49         | 67           |
| BLR                                        | Victoria Azarenka (1)       | 30 tháng 1 năm 2012  | 10 tháng 6 năm 2012  | 19         | 19           |
| RUS                                        | Maria Sharapova (5)         | 11 tháng 6 năm 2012  | 8 tháng 7 năm 2012   | 4          | 21           |
| BLR                                        | Victoria Azarenka (2)       | 9 tháng 7 năm 2012   | 17 tháng 2 năm 2013  | 32         | 51           |
| USA                                        | Serena Williams (6)         | 18 tháng 2 năm 2013  | 11 tháng 9 năm 2016  | 186 ↑      | 309          |
| GER                                        | Angelique Kerber (1)        | 12 tháng 9 năm 2016  | 29 tháng 1 năm 2017  | 20         | 20           |
| USA                                        | Serena Williams (7)         | 30 tháng 1 năm 2017  | 19 tháng 3 năm 2017  | 7          | 316          |
| GER                                        | Angelique Kerber (2)        | 20 tháng 3 năm 2017  | 23 tháng 4 năm 2017  | 5          | 25           |
| USA                                        | Serena Williams (8)         | 24 tháng 4 năm 2017  | 14 tháng 5 năm 2017  | 3          | 319          |
| GER                                        | Angelique Kerber (3)        | 15 tháng 5 năm 2017  | 16 tháng 7 năm 2017  | 9          | 34           |
| CZE                                        | Karolína Plíšková           | 17 thán 7 năm 2017   | 10 tháng 9 năm 2017  | 8          | 8            |
| ESP                                        | Garbiñe Muguruza            | 11 tháng 9 năm 2017  | 8 tháng 10 năm 2017  | 4          | 4            |
| ROU                                        | Simona Halep                | 9 tháng 10 năm 2017  | 28 tháng 1 năm 2018  | 16         | 16           |
| DEN                                        | Caroline Wozniacki (3)      | 29 tháng 1 năm 2018  | 25 tháng 2 năm 2018  | 4          | 71           |
| ROU                                        | Simona Halep (2)            | 26 tháng 2 năm 2018  | 27 tháng 1 năm 2019  | 48         | 64           |
| JPN                                        | Naomi Osaka                 | 28 tháng 1 năm 2019  | hiện nay             | 1          | 1            |

Cập nhật 28 tháng 1 năm 2019.

## Số tuần ở vị trí số 1
| XH  | Quốc tịch - Tên                                              | Số tuần                                                      |                                                              |
| --- | ------------------------------------------------------------ | ------------------------------------------------------------ | ------------------------------------------------------------ |
| 1.  | Steffi Graf                                                  | 377                                                          |                                                              |
| 2.  | Martina Navratilova                                          | 332                                                          |                                                              |
| 3.  | Serena Williams                                              | 319                                                          |                                                              |
| 4.  | Chris Evert                                                  | 260                                                          |                                                              |
| 5.  | Martina Hingis                                               | 209                                                          |                                                              |
| 6.  | / Monica Seles                                               | 178                                                          |                                                              |
| 7.  | Justine Henin                                                | 117                                                          |                                                              |
| 8.  | Lindsay Davenport                                            | 98                                                           |                                                              |
| 9.  | Caroline Wozniacki                                           | 71                                                           |                                                              |
| 10. | Victoria Azarenka                                            | 51                                                           |                                                              |
| 11. | Amélie Mauresmo                                              | 39                                                           |                                                              |
| 12. | Angelique Kerber                                             | 34                                                           |                                                              |
| 13. | Dinara Safina                                                | 26                                                           |                                                              |
| 14. | Tracy Austin                                                 | 21                                                           |                                                              |
| 14. | Maria Sharapova                                              | 21                                                           |                                                              |
| 16. | Kim Clijsters                                                | 20                                                           |                                                              |
| 17. | Jelena Janković                                              | 18                                                           |                                                              |
| 17. | Simona Halep                                                 | 18                                                           |                                                              |
| 19. | Jennifer Capriati                                            | 17                                                           |                                                              |
| 20. | Arantxa Sánchez Vicario                                      | 12                                                           |                                                              |
| 20. | Ana Ivanovic                                                 | 12                                                           |                                                              |
| 22. | Venus Williams                                               | 11                                                           |                                                              |
| 23. | Karolína Plíšková                                            | 8                                                            |                                                              |
| 24. | Garbiñe Muguruza                                             | 4                                                            |                                                              |
| 25. | Evonne Goolagong Cawley                                      | 2                                                            |                                                              |
| *   | Các vận động viên đang thi đấu - đang đứng số 1 được bội đậm | Các vận động viên đang thi đấu - đang đứng số 1 được bội đậm | Các vận động viên đang thi đấu - đang đứng số 1 được bội đậm |

| Số 1 mới | Quốc gia  | Tay vợt                                       | Ngày bắt đầu              | Ngày kết thúc             | Số tuần | Số tuần |
| Số 1 mới | Quốc gia  | Tay vợt                                       | Ngày bắt đầu              | Ngày kết thúc             | series  | tổng    |
| -------- | --------- | --------------------------------------------- | ------------------------- | ------------------------- | ------- | ------- |
| 1        | USA       | Martina Navratilova (1)                       | 4 tháng 9 năm 1984        | 17 tháng 3 năm 1985       | 27      | 27      |
| 2        | USA       | Pam Shriver (1)                               | 18 tháng 3 năm 1985       | 16 tháng 1 năm 1986       | 44      | 44      |
|          | USA       | Martina Navratilova (2)                       | 20 tháng 1 năm 1986       | 20 tháng 7 năm 1986       | 26      | 53      |
|          | USA       | Pam Shriver (2)                               | 21 tháng 7 năm 1986       | 17 tháng 8 năm 1986       | 4       | 48      |
|          | USA       | Martina Navratilova (3)                       | 18 tháng 8 năm 1986       | 4 tháng 2 năm 1990        | 181 ↑   | 234     |
| 3        | TCH       | Helena Suková (1)                             | 5 tháng 2 năm 1990        | 18 tháng 2 năm 1990       | 2       | 2       |
|          | USA       | Martina Navratilova (4)                       | 19 tháng 2 năm 1990       | 4 tháng 3 năm 1990        | 2       | 236     |
|          | TCH       | Helena Suková (2)                             | 5 tháng 3 năm 1990        | 6 tháng 5 năm 1990        | 9       | 11      |
|          | USA       | Martina Navratilova (5)                       | 7 tháng 5 năm 1990        | 13 tháng 5 năm 1990       | 1       | 237 ↑   |
|          | TCH       | Helena Suková (3)                             | 14 tháng 5 năm 1990       | 26 tháng 8 năm 1990       | 15      | 26      |
| 4        | TCH       | Jana Novotná (1)                              | Aug 27, 1990              | Oct 14, 1990              | 7       | 7       |
|          | TCH       | Helena Suková (4)                             | Oct 15, 1990              | Feb 17, 1991              | 18      | 44      |
|          | TCH       | Jana Novotná (2)                              | Feb 18, 1991              | ngày 3 tháng 3 năm 1991   | 2       | 9       |
| 5        | USA       | Gigi Fernández (1)                            | ngày 4 tháng 3 năm 1991   | ngày 10 tháng 3 năm 1991  | 1       | 1       |
|          | TCH       | Jana Novotná (3)                              | ngày 11 tháng 3 năm 1991  | ngày 31 tháng 3 năm 1991  | 3       | 12      |
|          | USA       | Gigi Fernández (2)                            | Apr 1, 1991               | Apr 7, 1991               | 1       | 2       |
|          | TCH       | Helena Suková (5)                             | Apr 8, 1991               | Jun 9, 1991               | 9       | 53      |
|          | USA       | Gigi Fernández (3)                            | Jun 10, 1991              | Sept 8, 1991              | 13      | 15      |
|          | CZE       | Jana Novotná (4)                              | Sept 9, 1991              | Oct 6, 1991               | 4       | 16      |
| 6        | URS       | Natasha Zvereva (1)                           | Oct 7, 1991               | Oct 13, 1991              | 1       | 1       |
|          | CZE       | Jana Novotná (5)                              | Oct 14, 1991              | Jan 26, 1992              | 15      | 31      |
| 7        | LAT       | Larisa Neiland (1)                            | Jan 27, 1992              | Feb 2, 1992               | 1       | 1       |
|          | CZE       | Jana Novotná (6)                              | Feb 3, 1992               | Feb 16, 1992              | 2       | 33      |
|          | LAT       | Larisa Neiland (2)                            | Feb 17, 1992              | Feb 23, 1992              | 1       | 2       |
|          | CZE       | Jana Novotná (7)                              | Feb 24, 1992              | Mar 22, 1992              | 4       | 37      |
|          | LAT       | Larisa Neiland (3)                            | Mar 23, 1992              | Apr 5, 1992               | 2       | 4       |
|          | CZE       | Jana Novotná (8)                              | Apr 6, 1992               | Jun 14, 1992              | 11      | 48      |
|          | BLR       | Natasha Zvereva (2)                           | Jun 15, 1992              | Jun 21, 1992              | 1       | 2       |
|          | CZE       | Jana Novotná (9)                              | Jun 22, 1992              | Oct 11, 1992              | 15      | 63      |
|          | BLR       | Natasha Zvereva (3)                           | Oct 12, 1992              | Oct 18, 1992              | 1       | 3       |
| 8        | ESP       | Arantxa Sánchez Vicario (1)                   | Oct 19, 1992              | Nov 15, 1992              | 4       | 4       |
|          | BLR       | Natasha Zvereva (4)                           | Nov 16, 1992              | Nov 22, 1992              | 1       | 4       |
|          | CZE       | Helena Suková (6)                             | Nov 23, 1992              | Jan 10, 1993              | 7       | 60      |
|          | BLR       | Natasha Zvereva (5)                           | Jan 11, 1993              | Apr 4, 1993               | 12      | 16      |
|          | USA       | Gigi Fernández (4)                            | Apr 5, 1993               | Sep 12, 1993              | 23      | 38      |
|          | CZE       | Helena Suková (7)                             | Sep 13, 1993              | Oct 31, 1993              | 7       | 67      |
|          | USA       | Gigi Fernández (5)                            | Nov 1, 1993               | Nov 14, 1993              | 2       | 40      |
|          | CZE       | Helena Suková (8)                             | Nov 15, 1993              | Nov 21, 1993              | 1       | 68      |
|          | USA       | Gigi Fernández (6)                            | Nov 22, 1993              | Aug 14, 1994              | 38      | 78      |
|          | BLR       | Natasha Zvereva (6)                           | Aug 15, 1994              | Feb 12, 1995              | 26      | 42      |
|          | ESP       | Arantxa Sánchez Vicario (2)                   | Feb 13, 1995              | Feb 26, 1995              | 2       | 6       |
|          | BLR       | Natasha Zvereva (7)                           | Feb 27, 1995              | Mar 5, 1995               | 1       | 43      |
|          | USA       | Gigi Fernández (7)                            | Mar 6, 1995               | Mar 12, 1995              | 1       | 79      |
|          | BLR       | Natasha Zvereva (8)                           | Mar 13, 1995              | Mar 26, 1995              | 2       | 45      |
|          | ESP       | Arantxa Sánchez Vicario (3)                   | Mar 27, 1995              | Nov 5, 1995               | 32      | 38      |
|          | USA       | Gigi Fernández (8)                            | Nov 6, 1995               | Nov 12, 1995              | 1       | 80      |
|          | ESP       | Arantxa Sánchez Vicario (4)                   | Nov 13, 1995              | Apr 6, 1997               | 73      | 111     |
|          | BLR       | Natasha Zvereva (9)                           | Apr 7, 1997               | Oct 19, 1997              | 29      | 74      |
| 9        | USA       | Lindsay Davenport (1)                         | Oct 20, 1997              | Nov 2, 1997               | 2       | 2       |
|          | BLR       | Natasha Zvereva (10)                          | Nov 3, 1997               | Jan 25, 1998              | 12      | 86      |
|          | USA       | Lindsay Davenport (2)                         | Jan 26, 1998              | Apr 12, 1998              | 11      | 13      |
|          | BLR       | Natasha Zvereva (11)                          | Apr 13, 1998              | Jun 7, 1998               | 8       | 94      |
| 10       | SUI       | Martina Hingis (1)                            | Jun 8, 1998               | Aug 2, 1998               | 8       | 8       |
|          | CZE       | Jana Novotná (10)                             | Aug 3, 1998               | Aug 9, 1998               | 1       | 64      |
|          | USA       | Lindsay Davenport (3)                         | Aug 10, 1998              | Aug 16, 1998              | 1       | 14      |
|          | SUI       | Martina Hingis (2)                            | Aug 17, 1998              | Oct 25, 1998              | 10      | 18      |
|          | BLR       | Natasha Zvereva (12)                          | Oct 26, 1998              | Nov 1, 1998               | 1       | 95      |
|          | SUI       | Martina Hingis (3)                            | Nov 2, 1998               | Nov 22, 1998              | 3       | 21      |
|          | BLR       | Natasha Zvereva (13)                          | Nov 23,1998               | ngày 16 tháng 5 năm 1999  | 25      | 120     |
|          | CZE       | Jana Novotná (11)                             | ngày 17 tháng 5 năm 1999  | Jun 6, 1999               | 3       | 67      |
|          | SUI       | Martina Hingis (4)                            | Jun 7, 1999               | Jul 4, 1999               | 4       | 25      |
|          | BLR       | Natasha Zvereva (14)                          | Jul 5, 1999               | Aug 1, 1999               | 4       | 124     |
|          | SUI       | Martina Hingis (5)                            | Aug 2, 1999               | Aug 22, 1999              | 3       | 28      |
|          | USA       | Lindsay Davenport (4)                         | Aug 23, 1999              | Nov 21, 1999              | 13      | 27      |
| 11       | RUS       | Anna Kournikova (1)                           | Nov 22, 1999              | Jan 30, 2000              | 10      | 10      |
|          | SUI       | Martina Hingis (6)                            | Jan 31, 2000              | Mar 19, 2000              | 7       | 35      |
|          | USA       | Lindsay Davenport (5)                         | Mar 20, 2000              | Apr 2, 2000               | 2       | 29      |
| 12       | USA       | Corina Morariu (1)                            | Apr 3, 2000               | Apr 16, 2000              | 2       | 2       |
|          | USA       | Lindsay Davenport (6)                         | Apr 17, 2000              | ngày 7 tháng 5 năm 2000   | 3       | 32      |
|          | USA       | Corina Morariu (2)                            | ngày 8 tháng 5 năm 2000   | Jun 11, 2000              | 5       | 7       |
| 13       | USA       | Lisa Raymond (1)                              | Jun 12, 2000              | Aug 20, 2000              | 10      | 10      |
| 14       | USA · AUS | Lisa Raymond (1) Rennae Stubbs (1)            | Aug 21, 2000              | Sep 10, 2000              | 3       | 13 3    |
| 15       | FRA       | Julie Halard-Decugis (1)                      | Sep 11, 2000              | Oct 22, 2000              | 6       | 6       |
| 16       | JPN       | Ai Sugiyama (1)                               | Oct 23, 2000              | Oct 29, 2000              | 1       | 1       |
|          | FRA       | Julie Halard-Decugis (2)                      | Oct 30, 2000              | Dec 24, 2000              | 8       | 14      |
|          | JPN       | Ai Sugiyama (2)                               | Dec 25, 2000              | Aug 26, 2001              | 35      | 36      |
|          | USA       | Lisa Raymond (2)                              | Aug 27, 2001              | Sep 8, 2002               | 54      | 67      |
| 17       | ARG       | Paola Suárez (1)                              | Sep 9, 2002               | Aug 3, 2003               | 47      | 47      |
| 18       | BEL       | Kim Clijsters (1)                             | Aug 4, 2003               | Aug 10, 2003              | 1       | 1       |
|          | JPN       | Ai Sugiyama (3)                               | Aug 11, 2003              | Aug 17, 2003              | 1       | 37      |
|          | BEL       | Kim Clijsters (2)                             | Aug 18, 2003              | Sep 7, 2003               | 3       | 4       |
| 19       | ESP       | Virginia Ruano Pascual (1)                    | Sep 8, 2003               | Sep 14, 2003              | 1       | 1       |
|          | JPN       | Ai Sugiyama (4)                               | Sep 15, 2003              | Nov 9, 2003               | 8       | 45      |
|          | ARG       | Paola Suárez (2)                              | Nov 10, 2003              | Jul 25, 2004              | 37      | 84      |
|          | ESP       | Virginia Ruano Pascual (2)                    | Jul 26, 2004              | Aug 1, 2004               | 1       | 2       |
|          | ESP · ARG | Virginia Ruano Pascual (2) Paola Suárez (3)   | Aug 2, 2004               | Aug 22, 2004              | 3       | 5 87    |
|          | ESP       | Virginia Ruano Pascual (2)                    | Aug 23, 2004              | Oct 16, 2005              | 60      | 65      |
| 20       | ZIM       | Cara Black (1)                                | Oct 17, 2005              | Feb 5, 2006               | 16      | 16      |
| 21       | AUS       | Samantha Stosur (1)                           | Feb 6, 2006               | Jul 6, 2006               | 22      | 22      |
|          | USA · AUS | Lisa Raymond (3) Samantha Stosur (1)          | Jul 7, 2006               | Apr 8, 2007               | 39      | 106 61  |
|          | USA       | Lisa Raymond (3)                              | Apr 9, 2007               | Jun 10, 2007              | 9       | 115     |
|          | ZIM       | Cara Black (2)                                | Jun 11, 2007              | Jun 24, 2007              | 2       | 18      |
|          | USA       | Lisa Raymond (4)                              | Jun 25, 2007              | Jul 8, 2007               | 2       | 117     |
|          | ZIM       | Cara Black (3)                                | Jul 9, 2007               | Nov 11, 2007              | 18      | 36      |
| 22       | ZIM · USA | Cara Black (3) Liezel Huber (1)               | Nov 12, 2007              | ngày 18 tháng 4 năm 2010  | 127     | 163 127 |
|          | USA       | Liezel Huber (1)                              | ngày 19 tháng 4 năm 2010  | ngày 6 tháng 6 năm 2010   | 7       | 134     |
| 23 24    | USA · USA | Serena Williams (1) Venus Williams (1)        | ngày 7 tháng 6 năm 2010   | ngày 1 tháng 8 năm 2010   | 8       | 8       |
|          | USA       | Liezel Huber (2)                              | ngày 2 tháng 8 năm 2010   | ngày 31 tháng 10 năm 2010 | 13      | 147     |
| 25       | ARG       | Gisela Dulko (1)                              | ngày 1 tháng 11 năm 2010  | ngày 27 tháng 2 năm 2011  | 17      | 17      |
| 26       | ARG · ITA | Gisela Dulko (1) Flavia Pennetta (1)          | ngày 28 tháng 2 năm 2011  | ngày 17 tháng 4 năm 2011  | 7       | 24 7    |
|          | ITA       | Flavia Pennetta (1)                           | ngày 18 tháng 4 năm 2011  | ngày 4 tháng 7 năm 2011   | 11      | 18      |
| 27 28    | CZE · SLO | Květa Peschke (1) Katarina Srebotnik (1)      | ngày 4 tháng 7 năm 2011   | ngày 11 tháng 9 năm 2011  | 10      | 10      |
|          | USA       | Liezel Huber (3)                              | ngày 12 tháng 9 năm 2011  | ngày 22 tháng 4 năm 2012  | 32      | 179     |
|          | USA · USA | Liezel Huber (3) Lisa Raymond (5)             | ngày 23 tháng 4 năm 2012  | ngày 9 tháng 9 năm 2012   | 20      | 199 137 |
| 29       | ITA       | Sara Errani (1)                               | ngày 10 tháng 9 năm 2012  | ngày 14 tháng 10 năm 2012 | 5       | 5       |
| 30       | ITA       | Roberta Vinci (1)                             | ngày 15 tháng 10 năm 2012 | ngày 28 tháng 4 năm 2013  | 28      | 28      |
|          | ITA · ITA | Roberta Vinci (1) Sara Errani (2)             | ngày 29 tháng 4 năm 2013  | ngày 16 tháng 2 năm 2014  | 42      | 70 47   |
| 31       | CHN       | Peng Shuai (1)                                | ngày 17 tháng 2 năm 2014  | ngày 11 tháng 5 năm 2014  | 12      | 12      |
| 32       | CHN · TPE | Peng Shuai (1) Hsieh Su-wei (1)               | ngày 12 tháng 5 năm 2014  | ngày 18 tháng 5 năm 2014  | 1       | 13 1    |
|          | CHN       | Peng Shuai (1)                                | ngày 19 tháng 5 năm 2014  | ngày 8 tháng 6 năm 2014   | 3       | 16      |
|          | CHN · TPE | Peng Shuai (1) Hsieh Su-wei (2)               | ngày 9 tháng 6 năm 2014   | ngày 6 tháng 7 năm 2014   | 4       | 20 5    |
|          | ITA · ITA | Roberta Vinci (2) Sara Errani (3)             | ngày 7 tháng 7 năm 2014   | ngày 12 tháng 4 năm 2015  | 40      | 110 87  |
| 33       | IND       | Sania Mirza (1)                               | ngày 13 tháng 4 năm 2015  | ngày 17 tháng 1 năm 2016  | 40      | 40      |
|          | IND · SUI | Sania Mirza (1) Martina Hingis (7)            | ngày 18 tháng 1 năm 2016  | ngày 21 tháng 8 năm 2016  | 31      | 71 66   |
|          | IND       | Sania Mirza (1)                               | ngày 22 tháng 8 năm 2016  | ngày 8 tháng 1 năm 2017   | 20      | 91      |
| 34       | USA       | Bethanie Mattek-Sands (1)                     | ngày 9 tháng 1 năm 2017   | ngày 20 tháng 8 năm 2017  | 32      | 32      |
| 35       | CZE       | Lucie Šafářová (1)                            | ngày 21 tháng 8 năm 2017  | ngày 1 tháng 10 năm 2017  | 6       | 6       |
|          | SUI       | Martina Hingis (8)                            | ngày 2 tháng 10 năm 2017  | ngày 22 tháng 10 năm 2017 | 3       | 69      |
| 36       | SUI · TPE | Martina Hingis (8) Latisha Chan (1)           | ngày 23 tháng 10 năm 2017 | ngày 18 tháng 3 năm 2018  | 21      | 90 21   |
|          | TPE       | Latisha Chan (1)                              | ngày 19 tháng 3 năm 2018  | ngày 10 tháng 6 năm 2018  | 12      | 33      |
| 37 38    | RUS · RUS | Ekaterina Makarova (1) Elena Vesnina (1)      | ngày 11 tháng 6 năm 2018  | ngày 15 tháng 7 năm 2018  | 5       | 5       |
| 39       | HUN       | Tímea Babos (1)                               | ngày 16 tháng 7 năm 2018  | ngày 12 tháng 8 năm 2018  | 4       | 4       |
|          | TPE       | Latisha Chan (2)                              | ngày 13 tháng 8 năm 2018  | ngày 19 tháng 8 năm 2018  | 1       | 34      |
|          | HUN       | Tímea Babos (2)                               | ngày 20 tháng 8 năm 2018  | ngày 21 tháng 10 năm 2018 | 9       | 13      |
| 40 41    | CZE · CZE | Barbora Krejčíková (1) Kateřina Siniaková (1) | ngày 22 tháng 10 năm 2018 | ngày 13 tháng 1 năm 2019  | 12      | 12 12   |
|          | CZE       | Kateřina Siniaková (1)                        | ngày 14 tháng 1 năm 2019  | Present                   | 3       | 15      |

| ↑ | Kỷ lục kỷ nguyên mở                                     |
|   | Tay vợt số 1 hiện tại tính đến ngày 28 tháng 1 năm 2019 |